# João Schmidt
João Felipe Schmidt Urbano (São Paulo, 19 de maio de 1993) é um futebolista brasileiro que atua como volante. Atualmente defende o Santos.

## Carreira

### São Paulo
Nas categorias de base do São Paulo, João Schmidt esteve em conquistas importantes. Em 2010, fez parte do elenco que faturou a Copa São Paulo de Futebol Júnior, time que também contava com Lucas, Casemiro, Bruno Uvini, entre outros. Já em 2011, como titular, consagrou-se campeão do Campeonato Paulista Sub-20. Ainda em 2011, realizou alguns treinos junto à equipe profissional do São Paulo, mas voltou a integrar as categorias de base. Pela Seleção Brasileira Sub-20, o atleta também demonstrou sua capacidade e ganhou a confiança do técnico Ney Franco, sendo o capitão da equipe em algumas competições.
João Schmidt fez seu primeiro jogo como profissional do Tricolor no dia 18 de julho de 2012, em uma derrota para o Vasco por 1–0, atuando durante toda a primeira etapa do confronto, sendo substituído no intervalo pelo zagueiro João Filipe. Mesmo sendo reserva na equipe comandada por Ney Franco, sagrou-se campeão da Copa Sul-Americana.
O volante não teve muitas oportunidades no início de 2013. No entanto, depois da chegada do técnico Muricy Ramalho, em setembro, começou a ser relacionado para algumas partidas e também teve oportunidades de entrar em campo.

### Vitória de Setúbal
No dia 20 de julho de 2014, o volante foi emprestado por uma temporada ao Vitória de Setúbal para adquirir experiência e ritmo de jogo. Em Portugal, realizou 34 jogos e marcou oito gols. Foi dele, inclusive, o gol que livrou a equipe do rebaixamento na Primeira Liga, na vitória sobre o Arouca por 2–1.

### Retorno ao São Paulo
O jogador voltou ao seu clube de origem no início da temporada 2016. Ficou próximo de acertar com o Avaí em fevereiro, por empréstimo, mas a negociação foi vetada pelo técnico do São Paulo na época, Edgardo Bauza. Na semana seguinte, fez boa partida no clássico contra o Palmeiras, sendo titular também nos três jogos seguintes, contra Novorizontino, Botafogo-SP e Santos, respectivamente.
Novamente titular, marcou seu primeiro gol pelo São Paulo na goleada por 6–0 contra o Trujillanos, no Estádio do Morumbi, em jogo válido pela Copa Libertadores da América. Já pelo Campeonato Brasileiro, em partida válida pela 12.ª rodada da competição, João Schmidt abriu o placar na vitória por 2–1 sobre o Fluminense.

### Atalanta
Em 30 de junho de 2017, acertou com a Atalanta.

### Rio Ave
No dia 6 de julho de 2018, foi emprestado por uma temporada ao Rio Ave. O jogador viveu um bom momento no clube português, onde atuou em 25 jogos e marcou cinco gols.

### Nagoya Grampus
Em 6 de fevereiro de 2019, o Nagoya Grampus anunciou a contratação de João Schmidt.
No total, o volante entrou em campo pela equipe japonesa em 62 partidas, marcou três gols e deu quatro assistências.

### Kawasaki Frontale
Em janeiro de 2021, foi confirmada a contratação de João Schmidt pelo Kawasaki Frontale.
Pelo clube japonês, o jogador conquistou o Campeonato Japonês, a Supercopa do Japão e a Copa do Imperador. Na última temporada pelo clube, disputou 44 partidas, com um gol marcado, além de duas assistências.

### Santos
Após ficar livre no mercado depois do término do seu contrato com o Kawasaki Frontale, o Santos anunciou a contratação de João Schmidt no dia 30 de dezembro de 2023. O volante assinou contrato de um ano, com possibilidade de renovar por mais uma temporada.
Realizou sua estreia no dia 20 de janeiro de 2024, sendo titular na vitória por 1–0 sobre o Botafogo-SP, em jogo válido pela primeira rodada do Campeonato Paulista. O jogador marcou seu primeiro gol pelo clube no dia 7 de fevereiro, garantindo a vitória por 1–0 contra o rival Corinthians na Vila Belmiro, pela sexta rodada do Campeonato Paulista. Por conta das boas atuações no Paulistão, em que o Santos ficou com o vice ao perder para o Palmeiras, João Schmidt foi eleito para a Seleção da competição.

## Curiosidade
João Schmidt começou a carreira utilizando o nome de João Felipe, porém, devido à semelhança homófona com o parônimo zagueiro João Filipe, o que poderia gerar confusões nas transmissões esportivas (principalmente pelo rádio), o jovem jogador, que estava prestes a estrear pelo São Paulo, decidiu adotar o nome de João Schmidt.

## Estatísticas
Atualizadas até 27 de dezembro de 2023

### Clubes
| Equipe             | Temporada         | Campeonato nacional | Campeonato nacional | Campeonato nacional | Copa nacional[a] | Copa nacional[a] | Copa nacional[a] | Competições continentais[b] | Competições continentais[b] | Competições continentais[b] | Outros torneios[c] | Outros torneios[c] | Outros torneios[c] | Total | Total | Total   |
| Equipe             | Temporada         | Jogos               | Gols                | Assist.             | Jogos            | Gols             | Assist.          | Jogos                       | Gols                        | Assist.                     | Jogos              | Gols               | Assist.            | Jogos | Gols  | Assist. |
| ------------------ | ----------------- | ------------------- | ------------------- | ------------------- | ---------------- | ---------------- | ---------------- | --------------------------- | --------------------------- | --------------------------- | ------------------ | ------------------ | ------------------ | ----- | ----- | ------- |
| São Paulo          | 2011              | 0                   | 0                   | 0                   | —                | —                | —                | —                           | —                           | —                           | —                  | —                  | —                  | 0     | 0     | 0       |
| São Paulo          | 2012              | 5                   | 0                   | 0                   | 0                | 0                | 0                | 1                           | 0                           | 0                           | —                  | —                  | —                  | 6     | 0     | 0       |
| São Paulo          | 2013              | 2                   | 0                   | 1                   | —                | —                | —                | —                           | —                           | —                           | 5                  | 0                  | 0                  | 7     | 0     | 1       |
| São Paulo          | 2014              | 0                   | 0                   | 0                   | 0                | 0                | 0                | —                           | —                           | —                           | 1                  | 0                  | 0                  | 1     | 0     | 0       |
| São Paulo          | 2015              | 4                   | 0                   | 0                   | 0                | 0                | 0                | —                           | —                           | —                           | —                  | —                  | —                  | 4     | 0     | 0       |
| São Paulo          | 2016              | 22                  | 1                   | 2                   | 1                | 0                | 0                | 3                           | 1                           | 0                           | 6                  | 0                  | 0                  | 32    | 2     | 2       |
| São Paulo          | 2017              | 3                   | 0                   | 0                   | 5                | 0                | 0                | 2                           | 0                           | 1                           | 10                 | 0                  | 0                  | 20    | 0     | 1       |
| São Paulo          | Total             | 36                  | 1                   | 3                   | 6                | 0                | 0                | 6                           | 1                           | 1                           | 22                 | 0                  | 0                  | 70    | 2     | 4       |
| Vitória de Setúbal | 2014–15           | 29                  | 6                   | 2                   | 5                | 2                | 0                | —                           | —                           | —                           | —                  | —                  | —                  | 34    | 8     | 2       |
| Vitória de Setúbal | Total             | 29                  | 6                   | 2                   | 5                | 2                | 0                | 0                           | 0                           | 0                           | 0                  | 0                  | 0                  | 34    | 8     | 2       |
| Atalanta           | 2017–18           | 0                   | 0                   | 0                   | 1                | 0                | 0                | —                           | —                           | —                           | —                  | —                  | —                  | 1     | 0     | 0       |
| Atalanta           | Total             | 0                   | 0                   | 0                   | 1                | 0                | 0                | 0                           | 0                           | 0                           | 0                  | 0                  | 0                  | 1     | 0     | 0       |
| Rio Ave            | 2018–19           | 19                  | 3                   | 0                   | 5                | 2                | 0                | 1                           | 0                           | 0                           | —                  | —                  | —                  | 25    | 5     | 0       |
| Rio Ave            | Total             | 19                  | 3                   | 0                   | 5                | 2                | 0                | 1                           | 0                           | 0                           | 0                  | 0                  | 0                  | 25    | 5     | 0       |
| Nagoya Grampus     | 2019              | 32                  | 2                   | 2                   | 3                | 0                | 0                | —                           | —                           | —                           | —                  | —                  | —                  | 35    | 2     | 2       |
| Nagoya Grampus     | 2020              | 24                  | 1                   | 1                   | 3                | 0                | 0                | —                           | —                           | —                           | —                  | —                  | —                  | 27    | 1     | 1       |
| Nagoya Grampus     | Total             | 56                  | 3                   | 3                   | 6                | 0                | 0                | 0                           | 0                           | 0                           | 0                  | 0                  | 0                  | 62    | 3     | 3       |
| Kawasaki Frontale  | 2021              | 25                  | 0                   | 2                   | 5                | 1                | 0                | 4                           | 1                           | 0                           | 1                  | 0                  | 0                  | 35    | 2     | 2       |
| Kawasaki Frontale  | 2022              | 22                  | 1                   | 0                   | 4                | 1                | 0                | 3                           | 0                           | 0                           | 1                  | 0                  | 0                  | 30    | 2     | 0       |
| Kawasaki Frontale  | 2023              | 30                  | 1                   | 1                   | 10               | 0                | 0                | 4                           | 0                           | 0                           | —                  | —                  | —                  | 44    | 1     | 1       |
| Kawasaki Frontale  | Total             | 77                  | 2                   | 3                   | 19               | 2                | 0                | 11                          | 1                           | 0                           | 2                  | 0                  | 0                  | 109   | 5     | 3       |
| Santos             | 2024              | 0                   | 0                   | 0                   | —                | —                | —                | —                           | —                           | —                           | 0                  | 0                  | 0                  | 0     | 0     | 0       |
| Santos             | Total             | 0                   | 0                   | 0                   | 0                | 0                | 0                | 0                           | 0                           | 0                           | 0                  | 0                  | 0                  | 0     | 0     | 0       |
| Total na carreira  | Total na carreira | 217                 | 15                  | 11                  | 42               | 6                | 0                | 18                          | 2                           | 1                           | 24                 | 0                  | 0                  | 301   | 23    | 12      |

- a. ^ Jogos da Copa do Brasil, Taça de Portugal, Taça da Liga, Copa da Itália, Copa da Liga Japonesa e Copa do Imperador
- b. ^ Jogos da Copa Sul-Americana, da Copa Libertadores da América, da Liga Europa da UEFA e da Liga dos Campeões da AFC
- c. ^ Jogos do Campeonato Paulista e da Supercopa do Japão

### Seleção Brasileira Sub-20
Abaixo estão listados todos jogos e gols do futebolista pela Seleção Brasileira Sub-20
Sub-20
| Ano   |       |      |         |       |
| Ano   | Jogos | Gols | Assist. | Média |
| ----- | ----- | ---- | ------- | ----- |
| 2013  | 5     | 0    | 0       | 0     |
| Total | 5     | 0    | 0       | 0     |

|    | Data               | Local                                  | Resultado | Adversário | Gols | Assist. | Competição                              |
| -- | ------------------ | -------------------------------------- | --------- | ---------- | ---- | ------- | --------------------------------------- |
| 1. | 29 de maio de 2013 | Stade Perruc, Hyères, França           | 2–1       | Bélgica    | 0    | 0       | Torneio Internacional de Toulon de 2013 |
| 2. | 31 de maio de 2013 | Stade des Costières, Nîmes, França     | 1–0       | México     | 0    | 0       | Torneio Internacional de Toulon de 2013 |
| 3. | 2 de junho de 2013 | Parc des Sports, Avinhão, França       | 2–0       | Portugal   | 0    | 0       | Torneio Internacional de Toulon de 2013 |
| 4. | 4 de junho de 2013 | Stade Louis Hon, Saint-Raphaël, França | 1–1       | Nigéria    | 0    | 0       | Torneio Internacional de Toulon de 2013 |
| 5. | 4 de junho de 2013 | Stade du Ray, Nice, França             | 1–0       | Colômbia   | 0    | 0       | Torneio Internacional de Toulon de 2013 |

## Títulos
São Paulo (categorias de base)
- Copa São Paulo de Futebol Júnior: 2010
- Campeonato Paulista Sub-20: 2011

São Paulo
- Copa Sul-Americana: 2012
- Eusébio Cup: 2013
- Florida Cup: 2017

Kawasaki Frontale
- J.League: 2020 e 2021
- Supercopa do Japão: 2021
- Copa do Imperador: 2023

Santos
- Campeonato Brasileiro - Série B: 2024

Seleção Brasileira Sub-20
- Quadrangular Internacional (Argentina): 2012
- Torneio 8 Nações (África do Sul): 2012
- Torneio Internacional de Toulon: 2013

### Prêmios individuais
- Seleção do Campeonato Paulista: 2024[20]